# Гаїнці (Красногорський район)
Га́їнці (рос. Гаинцы) — присілок в Красногорському районі Удмуртії, Росія.

## Населення
Населення — 20 осіб (2010; 64 в 2002).
Національний склад станом на 2002 рік:
- росіяни — 89 %